# میلان هیدوک
میلان هیدوک (انگلیسی: Milan Hejduk؛ زادهٔ ۱۴ فوریهٔ ۱۹۷۶) بازیکن هاکی روی یخ اهل جمهوری چک بود.
وی همچنین برندهٔ جوایزی همچون جام استنلی شده‌است.